# Laterina
Laterina es una fracción (área del territorio comunal que comprende un núcleo urbano) de la comuna italiana de Laterina Pergino Valdarne, situada en la provincia de Arezzo, en Toscana.
Hasta el 31 de diciembre de 2017 era una comuna autónoma, que también incluía las fracciones de Casanuova, Ponticino y Vitareta. En el momento de su supresión registraba 3 486 habitantes.

Ubicación de la ciudad de Laterina dentro de la provincia de Arezzo.

## Evolución demográfica
| Gráfica de evolución demográfica de Laterina entre 1861 y 2001 |
|                                                                |
| Fuente ISTAT - elaboración gráfica de Wikipedia                |